# Empreintes criminelles
Empreintes criminelles est une série télévisée française en six épisodes de 52 minutes, créée par Stéphane Drouet, Olivier Marvaud et Lionel Olenga d'après une idée originale de Stéphane Drouet et diffusée les 25 mars et 1er avril 2011 sur France 2.

## Synopsis
Le Paris des années 1920. À l’intérieur d’un grenier poussiéreux de la PJ parisienne, un groupe forme un laboratoire de police unique au monde, et marque les débuts de la police technique et scientifique.
Le personnage de Julien Valour est basé sur la vie du scientifique Edmond Locard, fondateur du premier laboratoire de police scientifique au monde (1910).

## Distribution
- Pierre Cassignard : Julien Valour
- Julie Debazac : Léa Perlova
- Arnaud Binard : Pierre Cassini
- Alexandre Steiger : Marius Delcourt
- Hubert Benhamdine : Vincent Martello
- Cassandre Vittu de Kerraoul : Pauline Kernel
- Jacques Fontanel : Blanchard
- Sören Prévost : Gilardi
- Marion Creusvaux : Edmée

## Fiche technique
- Une coproduction Septembre Productions - Makingprod
- Directeur artistique : Ivan Sadik
- Tournage : du 8 juin au 4 septembre 2009 à Paris et en région parisienne.
- Réalisée par Christian Bonnet
- Épisodes 1 et 2 : Direction de collection : Stéphane Drouet
- Épisodes 3 à 6 : Direction de collection : Olivier Marvaud & Lionel Olenga
- Directrice littéraire : Aurélie Meimon

## Épisodes
1. L'Affaire Lefranc - Scénario : Olivier Marvaud et Lionel Olenga
2. L'Affaire de l'Orient-Express - Scénario : Olivier Marvaud et Lionel Olenga
3. L'Affaire de la maison close - Scénario : Pascal Perbet et Nathalie Suhard
4. L'Affaire Saint-Brice - Scénario : Soiliho Bodin et Nicolas Clément
5. L'Affaire de la prison - Scénario : Eric Eider et Odile Bouhier
6. L'Affaire de l'illusionniste - Scénario : Olivier Dujols et Grigori Mioche